# Дварвєчяй (Бетигальське староство)
Дварвєчяй (Dvarviečiai) — хутір у Литві, Расейняйський район, Бетигальське староство, розташоване за 2 км від села Каулакяй. 2001 року в Дварвечяї проживала 1 людина, 2011-го — 2. Неподалік знаходиться село Саугайляй, протікає річка Лукне.

## Принагідно
- Dvarviečiai (Betygala) [Архівовано 15 листопада 2016 у Wayback Machine.]

| Литва | Це незавершена стаття з географії Литви. Ви можете допомогти проєкту, виправивши або дописавши її. |